# Geumhak-dong
Geumhak-dong (koreanska: 금학동) är en stadsdel i staden Gongju i provinsen Södra Chungcheong
i den centrala delen av Sydkorea, 125 km söder om huvudstaden Seoul.